# Boxeuropameisterschaften 1981
Die 25. Herren-Boxeuropameisterschaften der Amateure 1981 wurden vom 2. bis zum 10. Mai 1981 im finnischen Tampere ausgetragen. Dabei wurden 48 Medaillen in zwölf Gewichtsklassen vergeben. Die Boxer der Sowjetunion gewannen davon alleine acht Gewichtsklassen und waren damit die erfolgreichste Nation dieser Meisterschaft. Kein Boxer verteidigte seinen EM-Titel aus dem Jahr 1979. Wiktor Rybakow und Serik Qonaqbajew kamen diesmal eine Gewichtsklasse höher zu Titelehren.

## Ergebnisse
| Klasse                          | Gold                                 | Silber                             | Bronze                                                    |
| Halbfliegengewicht (bis 48 kg)  | Ismail Mustafow Bulgarien            | Dietmar Geilich DDR                | Schamil Sabirow Sowjetunion Gerard Hawkins Irland         |
| Fliegengewicht (bis 51 kg)      | Petar Lessow Bulgarien               | Constantin Titoiu Rumänien         | Bogdan Maczuga Polen Jarmo Eskelinen Finnland             |
| Bantamgewicht (bis 54 kg)       | Wiktor Miroschnitschenko Sowjetunion | Sami Buzoli Jugoslawien            | Dumitru Cipere Rumänien Stefan Gertel BR Deutschland      |
| Federgewicht (bis 57 kg)        | Richard Nowakowski DDR               | Krzysztof Kosedowski Polen         | Serik Nurkassow Sowjetunion Róbert Gönczi Ungarn          |
| Leichtgewicht (bis 60 kg)       | Wiktor Rybakow Sowjetunion           | Carlo Russolillo Italien           | Vesa Wiik Finnland Frédéric Geoffroy Frankreich           |
| Halbweltergewicht (bis 64 kg)   | Wassili Schischow Sowjetunion        | Mirko Puzović Jugoslawien          | Nikolai Ganew Bulgarien Dietmar Schwarz DDR               |
| Weltergewicht (bis 67 kg)       | Serik Qonaqbajew Sowjetunion         | Karl-Heinz Krüger DDR              | Tibor Molnár Ungarn Vesa Koskela Schweden                 |
| Halbmittelgewicht (bis 71 kg)   | Alexander Koschkin Sowjetunion       | Miodrag Perunović Jugoslawien      | Mihail Takow Bulgarien Imre Némedi Ungarn                 |
| Mittelgewicht (bis 75 kg)       | Juri Torbek Sowjetunion              | Pedro van Raamsdonk Niederlande    | Zygmunt Gosiewski Polen Valentin Silaghi Rumänien         |
| Halbschwergewicht (bis 81 kg)   | Alexander Krupin Sowjetunion         | Giorgica Donici Rumänien           | Ondrej Pustai Tschechoslowakei Kurt Seiler BR Deutschland |
| Schwergewicht (bis 91 kg)       | Alexander Jagubkin Sowjetunion       | Jürgen Fanghänel DDR               | Ion Cernat Rumänien Wassil Bosakow Bulgarien              |
| Superschwergewicht (über 91 kg) | Francesco Damiani Italien            | Wjatscheslaw Jakowljew Sowjetunion | Aziz Salihu Jugoslawien Ulli Kaden DDR                    |

## Medaillenspiegel
| Rang | Land                            | Gold | Silber | Bronze | Gesamt |
| ---- | ------------------------------- | ---- | ------ | ------ | ------ |
| 01   | Sowjetunion                     | 8    | 1      | 2      | 11     |
| 02   | Bulgarien                       | 2    | –      | 3      | 05     |
| 03   | Deutsche Demokratische Republik | 1    | 3      | 2      | 06     |
| 04   | Italien                         | 1    | 1      | –      | 02     |
| 05   | Jugoslawien                     | –    | 3      | 1      | 04     |
| 06   | Rumänien                        | –    | 2      | 3      | 05     |
| 07   | Polen                           | –    | 1      | 2      | 03     |
| 08   | Niederlande                     | –    | 1      | –      | 01     |
| 09   | Ungarn                          | –    | –      | 3      | 03     |
| 10   | Finnland                        | –    | –      | 2      | 02     |
| 10   | BR Deutschland                  | –    | –      | 2      | 02     |
| 12   | Irland                          | –    | –      | 1      | 01     |
| 12   | Frankreich                      | –    | –      | 1      | 01     |
| 12   | Schweden                        | –    | –      | 1      | 01     |
| 12   | Tschechoslowakei                | –    | –      | 1      | 01     |
|      | Gesamt                          | 12   | 12     | 24     | 48     |